# اسماعیل کندی ۱
اسماعیل کندی ۱ یک منطقهٔ مسکونی در ایران است که در دهستان قشلاق غربی واقع شده‌است. براساس سرشماری مرکز آمار ایران در سال ۱۳۹۵، اسماعیل کندی ۱ ۳۴ نفر جمعیت دارد.